# Харли, Стив
Стивен Малкольм Рональд Найс (англ. Stephen Malcolm Ronald Nice), более известный как Стив Харли (англ. Steve Harley; 27 февраля 1951, Детфорд, Лондон, Великобритания — 17 марта 2024, Суффолк, Великобритания) — британский рок-музыкант, певец и автор песен, наибольшую известность получивший как фронтмен Cockney Rebel, глэм-рок-группы, имевшей в 1970-х годах значительный коммерческий успех и пользовавшейся авторитетом у музыкальных критиков.

## Биография
Стивен Найс родился 27 февраля 1951 года в Дептфорде, Лондон, в семье джазового вокалиста. Он был вторым ребёнком в семье, где было пятеро детей. В возрасте двух лет Стивен переболел полиомиелитом и в общей сложности четыре года (с трёх до шестнадцати лет) провёл в больницах. В 1963 и 1966 годах он перенёс серьёзные операции.
С пяти лет Стив Найс обучался в начальной школе Эдмунда Уоллера (англ. Edmund Waller primary school) на Уоллер-роуд (Нью-кросс, Лондон), которая находилась неподалёку от родительского дома в Фарлейн-мэншнз (англ. Fairlawn Mansions) на Нью Кросс Гейт. В девятилетнем возрасте он поступил в академическую среднюю школу Haberdasher Aske’s Hatcham на Телеграф-хилл, где проучился до семнадцати лет, но бросил учёбу, не сдав экзамены A-Level (позже, на четвёртом десятке, Харли сдал-таки экзамен по английскому языку).
Свою первую гитару — «испанку» с нейлоновыми струнами — Стивен получил в подарок от родителей на Рождество. С девяти лет он брал уроки игры на скрипке и выступал со школьным оркестром; правда, по собственному признанию, плохо читал ноты и «должно быть, в основном, блефовал».
В возрасте 12 лет, находясь в клинике, Стивен впервые заинтересовался поэзией (Эллиот, Лоуренс), прозой (Стейнбек, Вулф, Хэмингуэй) и современной музыкой (Боб Дилан), после чего решил посвятить дальнейшую жизнь музыке и словесности.
В 1968 году, в семнадцатилетнем возрасте, Стив Харли поступил на работу ассистентом в бухгалтерский отдел газеты Daily Express, затем начал сотрудничество с Essex County Newspapers в Колчестере; в течение трёх последующих лет он писал для целого ряда местных провинциальных изданий, после чего вернулся в Лондон и поступил на работу в East London Advertiser.
Музыкальная карьера Стива Харли началась в 1971 году, когда он начал петь в жанре «floor-spotting», выступая бесплатно, как зритель, в клубах Les Cousins, Bunjie’s и The Troubadour — перед такими исполнителями, как Ральф Мактелл, Джон Мартин и Джули Феликс, ведущими представителями лондонского фолк-движения того времени.

### Cockney Rebel
В 1972 году в качестве поющего ритм-гитариста Харли вошёл в состав группы Odin, где познакомился со скрипачом Джоном Крокером. С ним они образовали в 1973 году Cockney Rebel, группу, в состав которой вошли также бас-гитарист Пол Джефриз, клавишник Милтон Рим Джеймс и ударник Стюарт Эллиот.
Группа подписала контракт с EMI на три альбома и в начаел 1973 года выпустила The Human Menagerie. Сингл из него, «Sebastian», стал европейским хитом, на несколько недель возглавив хит-парады Бельгии и Голландии.
Затем последовали второй альбом (Cockney Rebel) The Psychomodo (1974, # 8), и — под вывеской Steve Harley & Cockney Rebel — The Best Years of Our Lives (1975, # 4), Timeless Flight (1976, # 18), Love’s A Prima Donna (1976, # 28), Face To Face — A Live Recording (1977, # 40). Хитами в 1974—1976 годах становились синглы: «Judy Teen» (1974, # 5), «Mr. Soft» (1974, # 8), «Make Me Smile (Come Up and See Me)» (1975, # 1), «Mr. Raffles (Man It Was Mean)» (1975, # 13), «Here Comes the Sun» (1976, # 10).
Особое место в этом списке занимает занимает «Make Me Smile». PRS (Performing Rights Society) упоминает песню в числе самых транслируемых британских радиохитов. Существует более ста кавер-версий на неё на семи языках, песня звучала в нескольких фильмах («The Full Monty», «Бархатная золотая жила», «Best», «Saving Grace»).

### После распада
В 1980-х годах Стив Харли отошёл от активной музыкальной деятельности, сконцентрировав внимание на воспитании сыновей. При этом он выступал на театральной сцене; в частности, исполнил главную роль (Кристофера Марлоу) в постановке «Marlowe» на Вест-энде. Эта его работа была высоко оценена критиками.
Харли написал несколько текстов для песен других исполнителей, в частности, своего старого друга Рода Стюарта. Последний отзывался о нём как об одном из лучших авторов-песенников, «когда-либо рождавшихся в Великобритании». Время от времени Стив Харли выступал (и продолжает делать это, нередко в акустическом формате), на благотворительных концертах (Chailey Heritage School, для детей-инвалидов, Nordoff-Robbins Music Therapy, проект The Bridge и др.) Он — активист движения против мин, был послом для Mines Advisory Group.
В течение девяти лет Стив Харли вёл собственную программу («The Sound of the Seventies») на BBC Radio 2. В 2007 году он сыграл главную роль в лондонской постановке The Arts Theater пьесы Самюэла Беккета «Rough for Theater 1 & 11».
В 2002 году Британская академия композиторов наградила Харли орденом adge of Merit. За благотворительную деятельность в 2009 году он получил специальную награду от Childline Rocks, которая была вручена ему на церемонии в журнале Classic Rock в лондонском отеле Park Lane.
Умер утром 17 марта 2024 года от рака в своём доме в Суффолке в возрасте 73 лет.

## Интересные факты
- Место Харли в редакции East London Advertiser занял в 1972 году Ричард Мэйдли, впоследствии — известный телерепортёр. «Если бы ты не ушёл, чтобы стать рок-звездой, я не получил бы шанса стать репортёром», — говорил он позже Стивену.
- Своим главным хобби (которое граничит для него с психотерапией) Харли называет скачки.
- В 2007 Стив Харли и Cockney Rebel выступали на разогреве у The Rolling Stones на концерте в Санкт Петербурге.
- В 1977 году Стив Харли исполнил партию вокала в песне The Voice на альбоме группы The Alan Parsons Project «I Robot».

## Дискография

### Альбомы

#### Cockney Rebel
- The Human Menagerie — 1973
- The Psychomodo — 1974 (# 8)

#### Steve Harley & Cockney Rebel
- The Best Years of Our Lives — 1975 (# 4)
- Timeless Flight — 1976 (# 18)
- Love’s A Prima Donna — 1976 (# 28)
- Face To Face — A Live Recordi — 1977 (# 40)
- The Quality of Mercy — 2005

#### Steve Harley
- Hobo With A Grin — 1978
- The Candidate — 1979
- Yes You Can — 1992
- Poetic Justice — 1996

#### The Steve Harley Band
- Anytime! (A Live Set) — 1976